# مارغريت دالي (كاتبة مسرحية)
مارغريت دالي (بالإنجليزية: Marguerite Dale)‏ هي كاتبة مسرحية أسترالية، ولدت في 22 أكتوبر 1883 في Boorowa ‏ في أستراليا، وتوفيت في 13 مايو 1963 في Neutral Bay ‏ في أستراليا.